# Kaman SH-2 Seasprite
Kaman SH-2 Seasprite – amerykański morski śmigłowiec wielozadaniowy. Może służyć do atakowania okrętów podwodnych i nawodnych. Jego cztery egzemplarze znajdują się na wyposażeniu polskiej Marynarki Wojennej.

## Historia
Prototyp śmigłowca wykonał pierwszy lot 2 lipca 1959. Maszyna weszła do służby w 1962. Pierwsza wersja oznaczona UH-2A była jednosilnikową konstrukcją wykorzystywaną głównie w celach transportowo-łącznikowych i ratowniczych. W wyniku modernizacji dodano drugi silnik, przez co zwiększono bezpieczeństwo podczas działań na morzu. Podejmowane prace modernizacyjne doprowadziły do powstania kolejnych wersji śmigłowca m.in. SH-2F która służyła do zwalczania okrętów podwodnych. W roku 2001 zostały wycofane z użycia w US Navy.

## Wersje

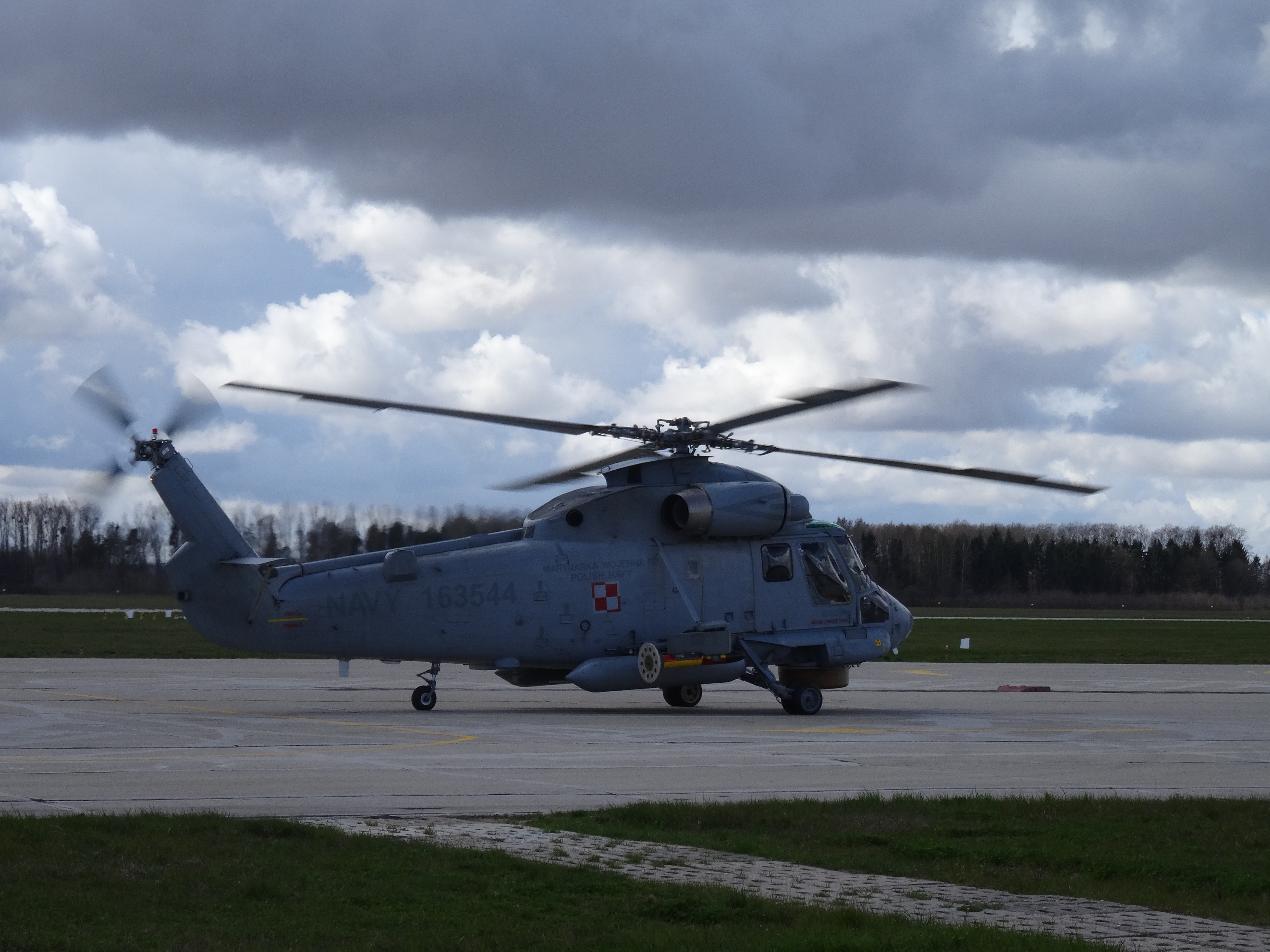
Śmigłowiec pokładowy lotnictwa morskiego Kaman SH-2G Super Seasprite Marynarki Wojennej

HU2K-1Użytkowy śmigłowiec transportowy, pierwsza wersja produkcyjna, napędzany 1250-konnym (932 kW) silnikiem General Electric T58-GE-8B. Prototyp oblatano w 1959, w 1962 przemianowany na UH-2A. Zbudowano 88 sztuk. (zdjęcie)
UH-2BUżytkowy śmigłowiec transportowy, UH-2A wyposażony tylko do lotów w warunkach widoczności (wersja A dodatkowo do IFR). Zbudowano 102 sztuki.
H-2 "Tomahawk"Uzbrojona wersja bazująca na UH-2A. Cztery ruchome działka w dziobie oraz uzbrojenie podwieszane. Zbudowano 1 prototyp dla US Army w 1963 r. W listopadzie 1963 wojska lądowe wybrały H-2, ale planowane 220 sztuk anulowano na rzecz kolejnych UH-1 Huey Gunship.
UH-2CUH-2A/B wyposażone w dwa silniki T58-GE-8B. (zdjęcie)
NUH-2CPowstał jeden egzemplarz testowy (UH-2C) przenoszący pociski powietrze-powietrze AIM-9 Sidewinder i AIM-7 Sparrow.
HH-2CŚmigłowiec poszukiwawczo-ratowniczy typu CSAR, uzbrojony w pojedynczy Minigun umieszczony pod kabiną pilotów. Przebudowano 6 sztuk. (zdjęcie)
HH-2DŚmigłowiec poszukiwawczo-ratowniczy, nieuzbrojony i pozbawiony dopancerzenia HH-2C, napędzany dwoma 1350-konnymi (1007 kW) General Electric T58-GE-8F. Przebudowano 67 UH-2A/B.
SH-2DŚmigłowiec zwalczania okrętów podwodnych. Przebudowano 20 sztuk. (zdjęcie)
YSH-2EPowstały dwa testowe egzemplarze (HH-2D), wyposażone w radar i system wspierania floty (LAMPS). (zdjęcie)
SH-2FŚmigłowiec zwalczania okrętów podwodnych, silniki T58-GE-8F, torpedy Mk 46 lub Mk 50. Zbudowano 54 nowe sztuki, dostarczone od 1984, przebudowano 16 SH-2D, ostatnie 6 sztuk ukończono jako SH-2G. (zdjęcie)
SH-2G Super SeaspriteŚmigłowiec zwalczania okrętów podwodnych, napędzany dwoma 1723-konnymi (1285 kW) silnikami General Electric T700-GE-401. Prototyp YSH-2G oblatano w 1985, seryjny w 1990, ostatnie maszyny dla US Navy wyprodukowane w 1993 roku sprzedano w 2001 roku Polsce. US Navy otrzymała 6 nowych oraz 18 przebudowanych SH-2F.(zdjęcie)

## Użytkownicy

### Aktualni użytkownicy
- Egipska Marynarka Wojenna: W 1995 pierwszy odbiorca eksportowy zakupił 10 SH-2G(E) - zmodernizowane używane SH-2F wraz z fregatami FFG-7, dostawy rozpoczęto w 1997, jeden śmigłowiec utracono w 2006.
- Royal New Zealand Navy: Wykorzystuje operacyjnie 5 SH-2G(NZ), odebranych w latach 2001–2003 za 338 mln USD jako wyposażenie lotnicze fregat ANZAC i okrętu patrolowego HMNZS "Canterbury". Uzbrojone w pociski AGM-65 Maverick. Do celów szkoleniowych i jako rozwiązanie tymczasowe US Navy przekazała Nowej Zelandii 3 używane SH-2F, siedem innych wycofanych egzemplarzy przeznaczono na części i do celów szkoleniowych. W 2013 roku poinformowano o zakupie za 204 mln USD 8 (plus dwa na części) zwróconych przez Australię śmigłowców (przemianowane na SH-2G(I))[1]. Pięć SH-2G(NZ) sprzedano Peru.
- Marynarka Wojenna: Zakupiono 4 SH-2G (wyprodukowane 1992-1993) jako wyposażenie dla fregat Oliver Hazard Perry, dostarczone do 2003, trzy sztuki przystosowano do przenoszenia torped MU90 oraz karabinu maszynowego PK/PKS-7,62[2]. Śmigłowce znalazły się w składzie 28. eskadry lotniczej w Gdyni-Babich Dołach, która podlega Brygadzie Lotnictwa Marynarki Wojennej. W wyniku reorganizacji lotnictwa morskiego z dniem 1 stycznia 2011 roku (po włączeniu eskadr w struktury baz) śmigłowce SH-2 Seasprite znalazły się na wyposażeniu 43. Bazy Lotnictwa Morskiego.

### Dawni użytkownicy
- Royal Australian Navy: W 1997 zamówiono 11 SH-2G(A) za 930 mln USD do bazowania na 8 fregatach ANZAC, były to używane, głęboko zmodernizowane amerykańskie SH-2F[3] z nową awioniką, załoga zmniejszona do dwóch osób, uzbrojone w pociski Penguin 2 Mod 7 i torpedy Mk 46. Używane od 2003, ale nie osiągnęły gotowości operacyjnej, uziemione w 2006. Z powodu problemów technicznych kontrakt anulowano w marcu 2008, a śmigłowce zwrócono producentowi (ukończono 10 sztuk)[1]. W 2011 zakupiono 24 MH-60R dla zastąpienia SH-2G i Sikorsky SH-60 Seahawk, które wykorzystywano na fregatach typu Adelaide.
- US Navy: Wersję SH-2F wycofano w 1993. SH-2G wprowadzono do służby w 1993, wycofane z użycia w maju 2001, zastąpione przez śmigłowce Sikorsky SH-60 Seahawk.